# Фридрих I фон Хелфенщайн
Фридрих I фон Хелфенщайн (на немски: Friedrich I von Helfenstein; † 20 август 1438) е граф на Хелфенщайн-Визенщайг (1372 – 1438), (пфанд)-господар на Гунделфинден-Лаупхайм.

## Произход
Той е син на граф Улрих V (VI/X) „Стари“ фон Хелфенщайн-Визенщайг († 7 април 1372, убит) и съпругата му херцогиня Мария Котроманич от Босна († 27 април 1403), сестра на крал Стефан Дабиша, дъщеря на Владимир или Нинослав Котроманич от Босна (* ок. 1300), внучка на Стефан I Котроманич, бан на Босна († 1313/1314) и принцеса Елисавета Неманич от Сърбия († 1331), дъщеря на сръбския крал Стефан Драгутин и Каталина Унгарска. Внук е на граф Йохан I фон Хелфенщайн и Аделхайд фон Хоенлое-Вайкерсхайм.
Баща му е активен през втората половина на 14 век в двора на император Карл IV в Прага. Фамилията се дели през 1356 г. при Улрих V Стария на линията Хелфенщайн-Визенщайг и неговия братовчед Улрих VI Млади на линията Хелфенщайн-Блаубойрен.
Брат му Лудвиг фон Хелфенщайн († 1391) е архиепископ на Калоча/Калокца, а другите му братя Конрад I († 1402), Улрих VIII († сл. 1375) и Ханс II фон Хелфенщайн († 1411) са свещеници в Констанц и Страсбург. Сестра му Беатрикс фон Хелфенщайн († 1387/1388) е омъжена 1374 г. за граф Лудвиг XII фон Йотинген (1440).

## Фамилия
Фридрих I фон Хелфенщайн се жени 1405 г. за графиня Агнес фон Вайнсберг (* пр. 1400; † сл. 1474, „Св. Тиберии“), дъщеря на граф Енгелхард VIII фон Вайнсберг († 1417) и графиня Анна фон Лайнинген-Хартенбург († 1413/1415). Те имат осем деца:
- Ханс III фон Хелфенщайн († 1475)
- Улрих IX фон Хелфенщайн-Визенщайг († 30 юни 1462, убит при Зекенхайм), неженен
- Вилхелм фон Хелфенщайн († 7 юни 1457/30 юли 1459)
- Лудвиг V фон Хелфенщайн († 9 януари 1492), женен за Амалия фон Йотинген († 1487)
- Фридрих II фон Хелфенщайн (1408 – 1483), господар на Хилтенбург, Визенщайг, Зулц, Херблинген-Нелинген (1462 –1483), женен I. ок. 1446 г. за Агнес фон Еберщайн († 1456), II. 1476 г. за Ирмгард фон Хелфенщайн-Блаубойрен
- Беатрикс († сл. 1467), омъжена I. на 21 януари 1428 г. за Фридрих X фон Петау († 1438), II. за граф Рудолф VII фон Монфор († 1445/1446)
- Елизабет († сл. 1438)